# Weistum
Weistum è una storica fonte del diritto, diffusa nelle aree di lingua tedesca nel medioevo e nella prima età moderna, che di solito era tramandata oralmente o registrata dopo trattative.
Jakob Grimm definisce "dichiarazione collettiva legale di uomini sulla legge esistente", che qui, in primo luogo, si intende la sentenza e non la forma scritta. 
Il "Weistum" diventa una parte dei diritti tribali, per i Norvegesi le attribuzioni del Thing.

## Il Weistum
La parola Weisungen indicava, nelle regioni tedesche nel basso medioevo, le assemblee delle comunità locali convocate dal signore o, più frequentemente, dai suoi agenti, in cui alcuni portavoce contadini dichiaravano pubblicamente le consuetudini locali, poi registrati su alcuni documenti denominati Weistümer. Solo apparentemente però è una inversione sociale e cerimoniale in cui non era il signore a rendere legittima la norma, ma la comunità contadina sottoposta: nella realtà dei fatti, i Weisungen erano riuniti e controllati dal signore (dunque non era un'assemblea spontanea ed endogena della comunità) e le norme da essi dichiarate dovevano fattualmente avere la rettifica del signore.

## Proprietà e significato
Il Weistum (da Wistuom "saggezza"; e wisen "insegnare") comprende nel suo significato di base, le conoscenze legali che hanno e forniscono uomini qualificati in merito alla legge. La visione medievale era che nessuna legge fosse detenuta negli statuti, legge promulgata, ma derivata e creata dal diritto consuetudinario attraverso l'esercizio della stessa all'interno di una comunità. La legge applicabile in una causa legale era creata dalla giuria formata dagli Schöffe (da schaffen, "creare" o "fare", "ordine") dalla tradizione legale (consuetudine) "geschöpft" (it: "scavato", estratto o tratto da) e „gewiesen“ (da weisen, "indicare", trovare).